# Herbert Kuśnierz
Herbert Ryszard Kuśnierz (ur. 19 maja 1935 w Opolu, zm. 30 stycznia 2021 w Warszawie) – polski dyplomata, uczestnik wielu pokojowych misji w Wietnamie, Kambodży, Laosie, Bośni i Hercegowinie.

## Życiorys
Herbert Ryszard Kuśnierz przebywał w latach 1962–1964 oraz 1968–1970, jako członek polskiej delegacji do Międzynarodowej Komisji Nadzoru i Kontroli (ICSC) w Laosie. W latach 1972–1974 był zastępcą polskiej delegacji do ICSC w Wietnamie. W latach 1996–1997 monitorował wybory w Bośni i Hercegowinie w ramach OBWE. W latach 1999–2000 uczestniczył w działaniach OBWE w Czeczenii. Jako dyplomata pracował w Laosie, Indiach, Chinach i Korei Północnej. W Indiach w latach 1975–1980 sprawował funkcję Zastępcy Radcy Ambasadora PRL. W Chinach w latach 1984–1988 był Radcą Ministra. Natomiast w Korei Północnej w latach 1991–1995 był zastępcą Ambasadora RP.
Pochowany na cmentarzu prawosławnym w Warszawie.

## Odznaczenia
- Złoty Krzyż Zasługi – 1973
- Odznaka honorowa Zasłużony Pracownik Służby Dyplomatyczno-Konsularnej MSZ – 1979
- Krzyż Kawalerski Orderu Odrodzenia Polski – 1983
- Odznaka honorowa Zasłużony Pracownik Państwowy – 1989
- Medal Przyjaźni (Huy chương Hữu nghị)
- Medal Gwiazda Wolności (Giai Phong)
- Medal za Pokój i Przyjaźń Między Narodami